# Telmatoscopus stuckenbergi
Telmatoscopus stuckenbergi är en tvåvingeart som beskrevs av Quate 1957. Telmatoscopus stuckenbergi ingår i släktet Telmatoscopus och familjen fjärilsmyggor.
Artens utbredningsområde är Madagaskar. Inga underarter finns listade i Catalogue of Life.